# Östra Granören
Östra Granören är en del av en ö i Finland.   Den ligger i den ekonomiska regionen  Vasa  och landskapet Österbotten, i den västra delen av landet, 400 km nordväst om huvudstaden Helsingfors. Arean är 1,1 kvadratkilometer.
Terrängen på Östra Granören är mycket platt. Den sträcker sig 1,4 kilometer i nord-sydlig riktning, och 1,7 kilometer i öst-västlig riktning.  I omgivningarna runt Östra Granören växer i huvudsak blandskog.